# Real Sociedad Fútbol Club
El Real Sociedad Fútbol Club es un equipo de fútbol profesional de Sangolquí, Provincia de Pichincha, Ecuador fue fundado el 14 de febrero de 1999. y se desempeña en la Segunda División.
Está afiliado a la Asociación de Fútbol No Amateur de Pichincha.

## Estadio
- Datos: Q6102143